# Femke Maeterlinck
Femke Maeterlinck is een personage uit de VTM-televisieserie Familie. Het personage werd gespeeld door Stéphanie Meire.

## Overzicht
Femke is de dochter van Guy Maeterlinck en bijgevolg de zus van Thomas. Ze begint een relatie met Peter Van den Bossche en het gelukkige koppel treedt al snel in het huwelijk. Hoewel haar broer niet zo geliefd is binnen de familie, is Femke de goedheid zelve.
Femke en Peter zijn dolgelukkig wanneer blijkt dat ze een kind verwachten. Door toedoen van een voodoopriester, die werkt in opdracht van sekteleider Salomon - die eerder Peter trachtte te vermoorden, krijgt Femke een miskraam. Het koppel zit in zak en as.
Femke raakt opnieuw zwanger, maar valt dan in handen van psychopaat Kurt Smits. Ze overleeft haar ontvoering, maar is dermate zwaar toegetakeld dat ze haar ongeboren kind wederom verliest en nooit meer kinderen zal kunnen krijgen. Dit is een enorme klap voor Femke, die een schijnzwangerschap ontwikkelt en zich afzet tegen iedereen die haar tot inkeer wil brengen. Ze wordt uiteindelijk opgenomen in een psychiatrische instelling. Daar krijgt ze op een dag het bezoek van Peters vijand Sarah De Kunst, die haar helpt ontsnappen en vervolgens aanzet tot zelfmoord. De politie kan dit maar op het nippertje verijdelen.
Na de gebeurtenissen met Sarah, wordt Femke overgebracht naar een gespecialiseerde instelling in het buitenland. Daar lijkt haar toestand stilaan te verbeteren en een half jaar later wordt, rond de feestdagen, ten huize Peter alles in gereedheid gebracht voor haar terugkeer. Plots krijgt Peter een hartverscheurend telefoontje: Femke heeft alsnog zelfmoord gepleegd.
Enige tijd later kan Peter zijn ogen niet geloven wanneer hij "Femke" weer tegen het lijf loopt. Het blijkt echter te gaan om een dubbelgangster: Eefje Govaert.